# ریشارد کون (بازیکن فوتبال)
ریشارد کون (آلمانی: Richard Kohn; ۲۷ فوریهٔ ۱۸۸۸ – ۱۶ ژوئن ۱۹۶۳) بازیکن و مربی فوتبال اهل اتریش بود.
از باشگاه‌هایی که در آن بازی کرده‌است می‌توان به باشگاه فوتبال ام‌تی‌کی بوداپست، باشگاه فوتبال آستریا وین، و باشگاه ورزشی وینر اشاره کرد.
وی همچنین در تیم ملی فوتبال اتریش بازی کرده‌است.